# Exophyla molybdea
Exophyla molybdea är en fjärilsart som beskrevs av George Francis Hampson 1926. Exophyla molybdea ingår i släktet Exophyla och familjen nattflyn. Inga underarter finns listade i Catalogue of Life.